# Morti nel 1981/Dicembre
| Questa pagina contiene informazioni ricavate automaticamente dalle voci biografiche con l'ausilio del template Bio e di un bot. L'aggiornamento è periodico e automatico e ricostruisce completamente la pagina. Se manca una persona in questa lista, sei pregato di non aggiungerla, ma accertati piuttosto che la sua voce biografica contenga il template Bio e che i dati anagrafici siano correttamente compilati. Se il template Bio manca, inseriscilo tu stesso o, in alternativa, metti l'avviso {{tmp\|Bio}} che ne segnala la mancanza. Se i dati riportati sono sbagliati, correggi direttamente la voce biografica; le modifiche saranno visibili in questa lista entro pochi giorni. Per chiarimenti vedi il progetto biografie. La lista contiene solo le 100 persone che sono citate nell'enciclopedia e per le quali è stato implementato correttamente il template Bio. Pagina aggiornata al 3 mar 2024. |

- 1º dicembre - James Monteith Grant, avvocato britannico (n. 1903)
- 1º dicembre - Estrid Ericson, architetta, designer e imprenditrice svedese (n. 1894)
- 1º dicembre - Giovanni Rasia Dal Polo, calciatore italiano (n. 1901)
- 2 dicembre - Tusnamitsu Adachi, entomologo giapponese (n. 1901)
- 2 dicembre - Wallace Harrison, architetto statunitense (n. 1895)
- 2 dicembre - Francis Hunter, tennista statunitense (n. 1894)
- 2 dicembre - Hershy Kay, compositore e arrangiatore statunitense (n. 1919)
- 3 dicembre - Walter Knott, imprenditore statunitense (n. 1889)
- 4 dicembre - Karl Gilg, scacchista cecoslovacco (n. 1901)
- 4 dicembre - Zoilo Saldombide, calciatore uruguaiano (n. 1903)
- 4 dicembre - Raoul Verdini, disegnatore, illustratore e giornalista italiano (n. 1899)
- 5 dicembre - Alessandro Alibrandi, terrorista italiano (n. 1960)
- 5 dicembre - Charles Barton, regista e produttore cinematografico statunitense (n. 1902)
- 5 dicembre - Corrado Gelli, politico italiano (n. 1914)
- 6 dicembre - Silvano Cervato, ciclista su strada italiano (n. 1956)
- 6 dicembre - Stjepan Gunjača, storico e archeologo jugoslavo (n. 1909)
- 6 dicembre - Harry Harlow, psicologo statunitense (n. 1905)
- 6 dicembre - Fricis Laumanis, calciatore lettone (n. 1910)
- 6 dicembre - Filippo Walter Ratti, regista e sceneggiatore italiano (n. 1914)
- 7 dicembre - Ciro Capobianco, poliziotto italiano (n. 1960)
- 7 dicembre - William Edmunds, attore italiano (n. 1886)
- 8 dicembre - Big Walter Horton, musicista statunitense (n. 1918)
- 8 dicembre - Kenneth Moore, hockeista su ghiaccio canadese (n. 1910)
- 8 dicembre - Ferruccio Parri, politico, antifascista e partigiano italiano (n. 1890)
- 8 dicembre - Maria Pedrini, soprano italiano (n. 1910)
- 9 dicembre - Sisto Cavalli, calciatore svizzero (n. 1906)
- 9 dicembre - Raffaele Leone, architetto, ingegnere e pubblicista italiano (n. 1897)
- 9 dicembre - Rudolf Viertl, calciatore austriaco (n. 1902)
- 11 dicembre - Zoja Fёdorova, attrice sovietica (n. 1907)
- 11 dicembre - Giulio Onesti, dirigente sportivo e avvocato italiano (n. 1912)
- 11 dicembre - Raymond Rouleau, regista, regista teatrale e attore belga (n. 1904)
- 12 dicembre - Pierre Bodin, allenatore di calcio e calciatore francese (n. 1934)
- 12 dicembre - Luigi Carluccio, critico d'arte italiano (n. 1911)
- 12 dicembre - Tristano Codignola, politico, editore e giornalista italiano (n. 1913)
- 12 dicembre - Antonio Di Jorio, compositore e direttore di banda italiano (n. 1890)
- 12 dicembre - John Leslie Mackie, filosofo australiano (n. 1917)
- 12 dicembre - Furio Meniconi, attore cinematografico italiano (n. 1924)
- 12 dicembre - Egidio Picchiottino, ciclista su strada italiano (n. 1903)
- 13 dicembre - Cornelius Cardew, compositore britannico (n. 1936)
- 13 dicembre - Toni Ebner, politico, editore e giornalista italiano (n. 1918)
- 13 dicembre - Anders Österling, poeta svedese (n. 1884)
- 13 dicembre - Piero Pasini, telecronista sportivo e giornalista italiano (n. 1926)
- 14 dicembre - Ottavio Fanfani, attore italiano (n. 1916)
- 14 dicembre - Victor Kugler, dirigente d'azienda tedesco (n. 1900)
- 14 dicembre - Clarence Oldfield, velocista sudafricano (n. 1899)
- 14 dicembre - Anton Perwein, pallamanista austriaco (n. 1911)
- 14 dicembre - Marian Shockley, attrice statunitense (n. 1908)
- 15 dicembre - Sam Jones, contrabbassista e compositore statunitense (n. 1924)
- 15 dicembre - Karl Struss, direttore della fotografia e fotografo statunitense (n. 1886)
- 15 dicembre - Michail Žarov, regista cinematografico e attore sovietico (n. 1899)
- 16 dicembre - Rafael Carrasco Garrorena, astronomo spagnolo (n. 1901)
- 16 dicembre - Joseph Murphy, religioso irlandese (n. 1898)
- 17 dicembre - Edwin Erich Dwinger, scrittore e militare tedesco (n. 1898)
- 17 dicembre - Henry Forsberg, compositore di scacchi svedese (n. 1914)
- 17 dicembre - Mehmet Shehu, rivoluzionario, politico e militare albanese (n. 1913)
- 18 dicembre - Maria Luisa Righini Bonelli, storica della scienza e museologa italiana (n. 1917)
- 18 dicembre - Eugene Conley, tenore statunitense (n. 1908)
- 18 dicembre - Juan Miles, giocatore di polo argentino (n. 1895)
- 18 dicembre - Giuseppe Enzo Palanti, imprenditore e compositore italiano (n. 1922)
- 18 dicembre - Carl McCunn, fotografo statunitense (n. 1947)
- 20 dicembre - Jim Enright, arbitro di pallacanestro e giornalista statunitense (n. 1910)
- 20 dicembre - Mario del Drago, nobile e militare italiano (n. 1899)
- 21 dicembre - Allan Dwan, regista, sceneggiatore e produttore cinematografico canadese (n. 1885)
- 21 dicembre - Manutchehr Salimi, politico iraniano
- 21 dicembre - Vladimir Godžiev, schermidore sovietico (n. 1940)
- 21 dicembre - Arnaldo Mori, pittore italiano (n. 1905)
- 23 dicembre - Ernesto Cauvin, imprenditore, dirigente sportivo e politico italiano (n. 1903)
- 23 dicembre - Mario Cortiello, pittore italiano (n. 1907)
- 23 dicembre - Luther Evans, politologo statunitense (n. 1902)
- 24 dicembre - Giuseppe Biancani, politico italiano (n. 1920)
- 24 dicembre - Libero Checco, calciatore italiano (n. 1910)
- 24 dicembre - Tullio De Prato, aviatore e militare italiano (n. 1908)
- 24 dicembre - Alma Hinding, attrice danese (n. 1885)
- 24 dicembre - Carlo Servetto, calciatore italiano (n. 1888)
- 25 dicembre - Tom Griffiths, calciatore gallese (n. 1906)
- 25 dicembre - Mario Magotti, calciatore italiano (n. 1920)
- 25 dicembre - Mario Pantaleoni, calciatore e allenatore di calcio italiano (n. 1931)
- 26 dicembre - Henry Eyring, chimico messicano (n. 1901)
- 26 dicembre - Rodrigo Lira, poeta cileno (n. 1949)
- 27 dicembre - Hoagy Carmichael, compositore, pianista e cantante statunitense (n. 1899)
- 27 dicembre - Jinous Nemat Mahmoudi, meteorologa iraniana (n. 1928)
- 27 dicembre - Natalia Pavlovna Paley, modella e attrice francese (n. 1905)
- 28 dicembre - Carlo Chiavazza, presbitero, giornalista e scrittore italiano (n. 1914)
- 28 dicembre - Angelo De Santis, storico e bibliotecario italiano (n. 1889)
- 28 dicembre - Franco Giongo, velocista italiano (n. 1891)
- 28 dicembre - Mollie King, attrice statunitense (n. 1895)
- 28 dicembre - Tommaso Leonetti, arcivescovo cattolico italiano (n. 1902)
- 28 dicembre - Orazio Strano, cantante italiano (n. 1904)
- 28 dicembre - Seishi Yokomizo, scrittore giapponese (n. 1902)
- 29 dicembre - Floris Luigi Ammannati, giornalista e critico cinematografico italiano (n. 1916)
- 29 dicembre - Salvatore De Matteis, politico e avvocato italiano (n. 1912)
- 29 dicembre - Miroslav Krleža, scrittore e poeta croato (n. 1893)
- 30 dicembre - Ángel Allegri, calciatore argentino (n. 1926)
- 30 dicembre - Franjo Šeper, cardinale croato (n. 1905)
- 31 dicembre - Efim L'vovič Dzigan, regista cinematografico russo (n. 1898)
- 31 dicembre - Augusto Guerriero, magistrato, giornalista e saggista italiano (n. 1893)
- 31 dicembre - Günther Krappe, generale tedesco (n. 1893)
- 31 dicembre - Paolo Mazza, allenatore di calcio e dirigente sportivo italiano (n. 1901)
- 31 dicembre - Constantin Rădulescu, calciatore, allenatore di calcio e arbitro di calcio rumeno (n. 1896)
- 31 dicembre - Charles N. Reilley, chimico statunitense (n. 1925)